# Berckelman (rzeka)
Berckelman – rzeka w Australii, w stanie Australia Zachodnia, w północno-zachodniej części regionu Kimberley. Ma 28 km długości. Uchodzi do rzeki Sale. Została nazwana 13 czerwca 1865 roku przez Trevartona Charlesa Sholla podczas jego wyprawy z osady Camden Harbour do Gór Wunaamin Miliwundi na cześć panieńskiego nazwiska jego matki, Mary Ann Berckelman.